# Sanay
Cette page contient des caractères spéciaux ou non latins. S’ils s’affichent mal (▯, ?, etc.), consultez la page d’aide Unicode.
Sanay (birman : စနေမင်း, sənè míɴ, avril 1673 – 12 septembre 1714) fut le treizième roi de la dynastie Taungû de Birmanie (Union du Myanmar). Fils du roi Minyekyawdin, il lui succéda sur le trône en 1698 et régna jusqu'à sa mort en août 1714. Comme son père, il fut un souverain peu apte et la puissance du royaume continua à s'amoindrir. 
Son fils Taninganwe lui succéda.